# 威廉·格罗辛
威廉·格罗辛（William Grocyn，约1446年—1519年）英格兰威尔特郡人，英格兰人文主义先驱。

## 生平
格罗辛出生于威尔特郡的Colerne。他的父母为教会打算，将他送往温切斯特学院。1465年他获得牛津大学新学院的奖学金。1467年，他成为该大学的研究院，在他的学生中有渥兰，后来成为坎特伯雷大主教。1479年，格罗辛接受了位于白金汉郡牛顿朗维尔的教长住宅，但继续住在牛津。1481年，作为牛津大学莫德林学院的神学讲师，他在国王理查三世在场的情况下，与神学教授约翰·泰勒（John Taylor）争论；国王为他的雄辩能力折服，赏赐他一头鹿和五个马克。1485年，格罗辛成为林肯座堂的名誉受俸牧师。约在1488年左右，他离开英国到意大利，在1491年回国之前，他曾先后访问佛罗伦萨、罗马和帕多瓦，并随季米特里奥斯·哈尔科孔季莱斯和波利齐亚诺学习了希腊语和拉丁语。1491年回国后，作为牛津大学埃克塞特学院的讲师，他帮助同胞学习希腊语。他是第一位在大学讲授希腊语的英格兰人文主义学者。他和约翰·科利特等人共同研究学问，年轻的托马斯·莫尔曾随他学习希腊语。
伊拉斯谟在一封信中说，格罗辛在访问意大利之前便已在牛津教授希腊语。约在1475年，牛津大学新学院院长托马斯·昌德勒邀请科尔内留斯·维泰利（Cornelius Vitelli）访问牛津大学，担任“praelector”（牛津大学、剑桥大学在毕业仪式上引领学生的人）。而维泰利肯定熟悉希腊文学，格罗辛可能从他那里学到了希腊语。格罗辛似乎一直住在牛津，直到1499年，但当他的朋友约翰·科利特在1504年成为圣保罗座堂的教长时，他正住在伦敦。科利特让格罗辛在圣保罗座堂演讲。起初，对那些质疑署名亚略巴古的丟尼修的《教阶体系》（Hierarchia ecclesiastica）一书真实性的观点，格罗辛表示谴责，但通过进一步研究，他公开宣称他是错误的，此书并非亚略巴古的丟尼修所著。他还结交了托马斯·林纳克、威廉·利利、威廉·拉蒂默、托马斯·莫尔。伊拉斯谟在1514年写道，自己受到伦敦的格罗辛支持，并称格罗辛为“我们所有人的朋友和导师”。
格罗辛曾数次晋职，但他对朋友的慷慨给他不断带来麻烦。虽然在1506年，经大主教渥兰建议，他被任命为肯特郡梅德斯通圣徒学院校长，他仍然不得不向朋友借钱，甚至以他的金银餐具作为抵押品。
1519年，威廉·格罗辛病逝，被安葬在梅德斯通圣徒学院的学院教堂里。